# Hiljmnijeta Apuk
Hiljmnijeta Apuk (née le 2 juin 1956 à Mitrovica alors en Yougoslavie) est une des lauréates du prix des droits de l'homme des Nations unies en 2013. Militante depuis plus de 30 ans en faveur des droits des personnes handicapées, elle est la fondatrice de Little People of Kosovo (personnes de petite taille). Elle a été membre du comité ad hoc de l'Assemblée générale des Nations unies sur la Convention relative aux droits des personnes handicapées.
Elle est diplômée comme économiste et juriste de l'université de Pristina.